# 蔡明容
蔡明容（1989年1月23日—)，台灣女子足球運動員，司職守門員，代表中華台北女子足球代表隊參與國際賽。

## 球員生涯
蔡明容國小時期原是躲避球、田徑隊，於國二時才逐漸開始了足球生涯。因蔡明容有著躲避球的底子，加入足球隊後便擔當守門員的位置，雖然一度同時參與田徑隊及足球隊，但最終蔡明容選擇了足球來持續發展。
蔡明容大學時期就讀台灣體院，從台體畢業後與台體畢業的校友林瓊鶯、林曼婷等組織了ANL木蘭參加2012年女子足球聯賽，儘管是聯賽新軍卻以不敗戰績奪冠。
2014年，蔡明容加入新成立的新竹FC，並作為新竹FC的當家守門員征戰從全國女子甲組足球聯賽改制後的台灣木蘭足球聯賽。更在2014賽季及2016賽季幫助新竹FC奪下亞軍。
雖然蔡明容於新竹FC陣中屢屢幫球隊創下佳績，但是新竹FC自2018賽季不再參賽，蔡明容也因此轉投台中藍鯨並成功助球隊二連霸。
2019年9月，加盟日本山梨縣女子足球聯賽2部的富士櫻花足球隊，後來在2021年12月恰逢2022年亞足聯女子亞洲盃，蔡明容與富士櫻花提前結束約會，返臺備戰亞洲盃，並在2022年台灣木蘭足球聯賽賽季重返台中藍鯨。

## 國際賽事
蔡明容一度因於國中擔任代課老師及五人制足球隊教練而退出中華女足。不過很快的蔡明容於2018年亞洲運動會再次替中華女足把守球門，為備戰亞運中華女足赴日移訓，亞運首場對上韓國女足的比賽，雖然以1－2敗陣，但蔡明容因於比賽中撲出韓國球星池笑然的12碼球，而被稱讚為木蘭諾伊爾。第二場4－0贏過印尼女足的比賽則由朱芳儀先發擔任門將，蔡明容休戰一場。接著，小組賽最後一場與馬爾地夫女足的比賽，蔡明容再度擔任先發守門員並助球隊7－0贏球，挺進八強。八強賽面對越南女足時，蔡明容展現了木蘭諾伊爾得實力，於正規賽90分鐘、加時賽30分鐘成功守下越南女足的22腳射門、8次射正，PK戰中更撲出一顆十二碼球，加上越南女足射中門楣的一球，令中華女足以4－3挺進四強。四強賽與中國女足交手，儘管蔡明容奮勇撲救，不過在中國女足41次射門、12次射正的凌厲攻勢下，蔡明容還是失了一球，中華隊只得以0－1落入銅牌賽。銅牌賽再度遇到韓國女足，可惜的是韓國女足此次發揮了蔡明容難以抵擋的攻擊火力，中華隊終場以0－4告負，雖然無法贏得銅牌，可是蔡明容助中華隊闖入四強，已經締造了時隔二十年的最佳成績

## 外部連結
- 蔡明容 （页面存档备份，存于）在soccerway